# Watertown (Minnesota)
Watertown – miasto w Stanach Zjednoczonych, w stanie Minnesota, w hrabstwie Carver.